# Freswick Castle
Freswick Castle (auch Fraswiln, Frecsyk, Frescewik, Freschwik, Fresch-Wyck, Freshweik, Fresh Wyk, Freswic, Fresik, Freswike, Fressick, Fresyck, sowie Thrasvik, Trasvik oder Burnside auf Freswick genannt) ist ein mittelalterliches Tower House an der Ostküste der schottischen Council Area Highland beziehungsweise der traditionellen Grafschaft Caithness im Weiler Freswick unmittelbar am Meer, 8,7 km südlich von Duncansby Head gelegen.

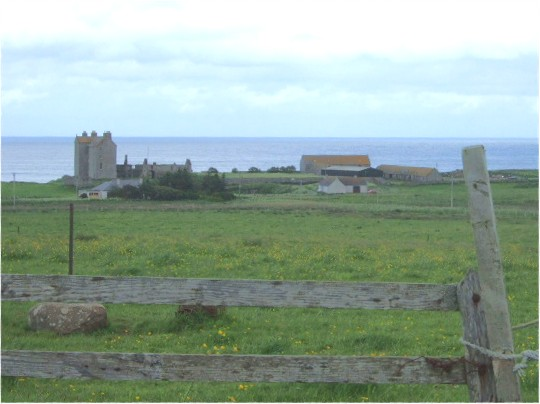
Freswick heute

Der Name wird vom altnordischen Thrasvík abgeleitet, was „Frischwasserbucht“ bedeutet und wahrscheinlich vom Gill oder Freswick Burn hergeleitet ist, die in die Freswick Bay münden. Erster allerdings nur in einer Saga überlieferter Burgherr war Hallvardr oder „Havard von Freswick“, ein Gefolgsmann des Orkneyearls Sigurd Hlodvisson (960–1014 – Sigurd the Stout).

## Geschichte
Im 12. Jahrhundert scheint in Freswick eine von Sweyn Asleifsson „Longhalls“ gestanden zu haben. Er gilt als Erbauer der Burg in Freswick und stammt von der Orkneyinsel Gairsay, die er als Winterquartier nutzte, um von dort oder seinen Besitzungen auf den Hebriden Überfälle auf die Britischen Inseln zu starten. Sweyn Asleifsson starb bei der Belagerung von Dublin im Jahr 1171 und wurde von seinem Sohn Andrew Sveinsson beerbt. Das Anwesen von Freswick scheint sein Stiefsohn Sigmund öngull Andresarson um 1141 mit dem Geld gekauft zu haben, das er beim Verkauf der Güter seines verstorbenen Vaters auf der Isle of Man erhielt. Andrew heiratete Frida, eine Tochter von Kolbein Hrúga, Herr von Cubbie Roo’s Castle auf der Orkneyinsel Wyre. Ihr Sohn Gunni Andresarson beerbte Andrew und Frida um das Jahr 1190. Er unterstützte Harald Ungi, den der schottische König Wilhelm I. 1197 zum Earl von South Caithness gemacht hatte. Gunni Andresarson fiel wie Harald Unig 1198 in der Schlacht bei Wick im Kampf gegen seinen Widersacher Harald Maddadsson. Der schottische König zog daraufhin selbst mit einem Heer nach Norden. Harald Maddadarson unterwarf sich ihm und zahlte Tribut.
Zuvor heiratete Ragnhild, eine von Harald Ungis Schwestern, Gunni Andresarson. Deren Nachkommen, der Clan Gunn, erwarben später große Ländereien in Caithness. Gunni wurde von seinem Sohn Snaekol Gunnasson beerbt. 1230 kam Snaekol, der über seine Mutter Erbe eines Teils der Grafschaft Orkney war, mit Verwandten und Freunden nach Thurso und ließ Harald Maddadarsons Sohn und Nachfolger Earl John töten. Ein Jahr später wurden Snaekoll und seine Verwandten dafür schuldig gesprochen. Einige wurden enthauptet, während Snaekol zuerst in Bergen inhaftiert und kurz darauf in die Obhut von Skule Bårdsson gegeben wurde. Anhänger König Hakons IV. von Norwegen, bekannt als die Birkebeiner, nahmen ihn 1239 gefangen, und 1240 wurde Snaekol hingerichtet.
Im Anschluss an die norwegische Niederlage gegen Schottland und den Abschluss des Friedens von Perth im Jahr 1266 gab es signifikante Änderungen in Caithness. Bis 1361 ist das Eigentum an den Ländereien von Freswick ungewiss, aber sie scheinen unter die Kontrolle des Earls of Ross gekommen zu sein. Ab etwa 1410 gehörte Freswick Castle der Familie Mowat (auch de Montealto), bis es 1661 von den Sinclairs gekauft wurde. Diese ließen es im 17. und 18. Jahrhundert umgestalten. Nachfolgend wurde die Anlage auch Freswick Tower und Freswick House genannt.
1979 fand eine Ausgrabung der Durham University auf dem Burgareal statt. Die dabei gemachten Funde ermöglichten aber keine genaue Datierung.